# Militärische Symbole

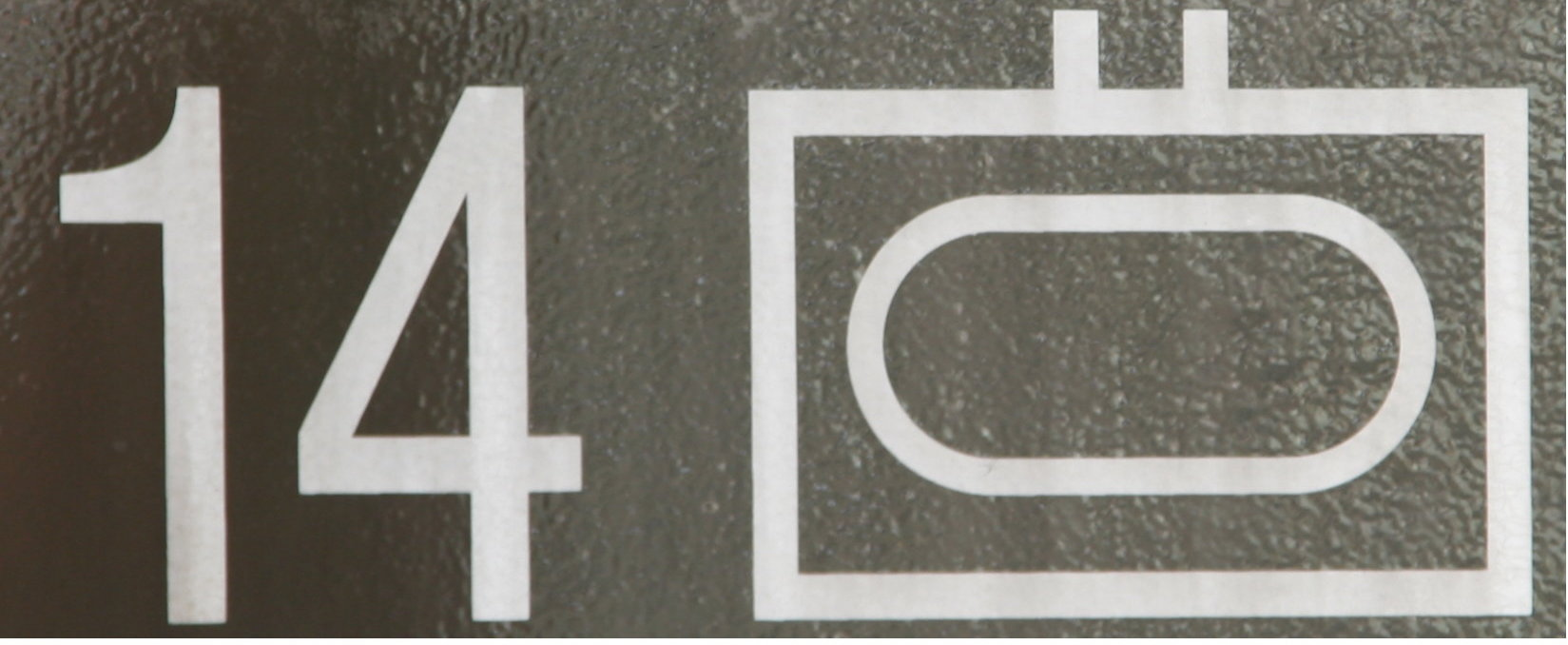
Panzerbataillon 14 (Österreichisches Bundesheer)

Korpsmunitionsdepot (Vereinigtes Königreich)

Militärische Symbole (früher auch: Taktische Zeichen) sind Symbole von Streitkräften auf Karten, Plänen, Fahrzeugen (Zugehörigkeit), Skizzen, Lagekarten zu ihrer einfachen und unverwechselbaren Kennzeichnung. Sie sind international ähnlich und innerhalb der NATO größtenteils einheitlich geregelt.

## Militärische Symbole bei der Bundeswehr

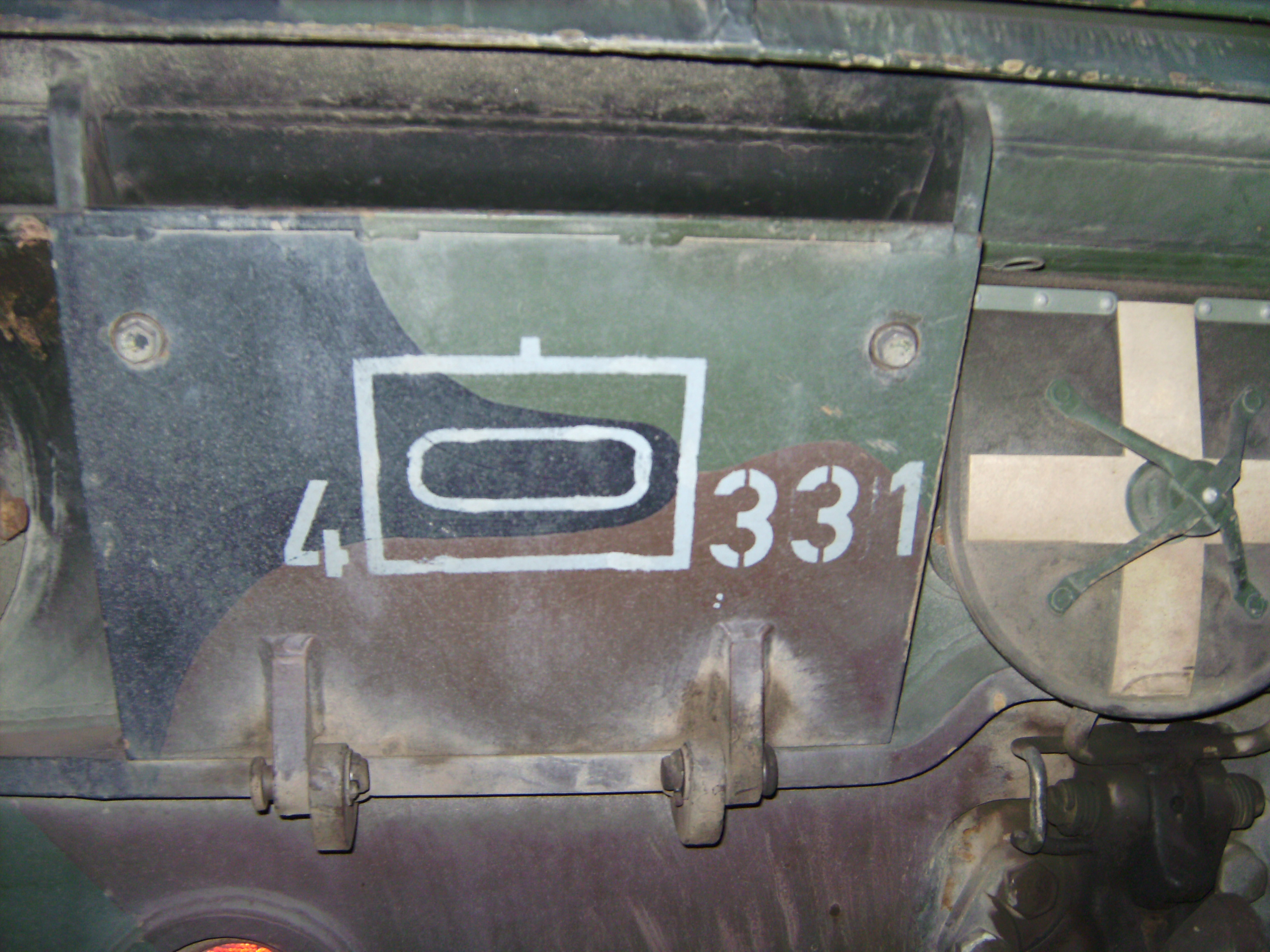
4./PzBtl 331 - 4. Kompanie des Panzerbataillons 331

Militärische Symbole dienen der symbolischen Darstellung von Truppen, Waffen, Fahrzeugen, Befehlen oder Anweisungen in Darstellungen, Plänen und Karten. Innerhalb der NATO sind die Zeichen standardisiert.

In der Bundeswehr galt seit 1976 die Zentrale Dienstvorschrift (ZDv) 1/11 „Taktische Zeichen“, wurde aber nach und nach durch die Allied Procedural Publication 6 (APP-6) „Military Symbols for Land Based Systems“ der NATO abgelöst. Seit dem 1. Januar 2015 war die ZDv 1/11 endgültig außer Kraft und es galt ausschließlich die APP-6, die auf dem Field Manual FM 21-30 „Conventional Signs, Military Symbols and Abbreviations“ und dem US-Militärstandard MIL-STD-2525 basiert.
Am 24. April 2016 wurde in der Bundeswehr die aktuell gültige Zentralvorschrift A1-160/0-9200 „Militärische Symbole“ eingeführt. Sie setzt im Wesentlichen die APP-6(C) „Joint Military Symbology“ in eine nationale, deutschsprachige Regelung für die Bundeswehr um, enthält aber in der Anlage 2 auch einen umfangreichen eigenen Zeichensatz, der anstelle der oder ergänzend zur APP-6(C) verwendet werden kann.

### Taktische Zeichen der Bundeswehr von 1959 bis 1967
In der Zeit von 1959 bis 1967 benutzte die Bundeswehr ein anderes System von taktischen Zeichen, die sich grundsätzlich in ihrer Form und Farbe unterschied. Es gab vier Rahmenformen (Raute, Kreis, Quadrat, Dreieck), die jeweils verschiedenfarbig die Division angaben. Symbol und Nummer waren mittig zu finden. Der als Querstrich bezeichnete obere Teil gab die Brigade an. Gab es keinen, war die Einheit direkt der Division unterstellt. Hier zwei Beispiele

2. Panzerbrigade der 3. Panzerdivision
Divisions-Flak-Batterie der 1. Gebirgsdivision

| Rahmen-Farbe |            |                            |                             |         |
| ------------ | ---------- | -------------------------- | --------------------------- | ------- |
| weiß         | I. Korps   | 1. Panzergrenadierdivision | 3. Panzerdivision           | WBK I   |
| rot          | II. Korps  | 2. Panzergrenadierdivision | 5. Panzerdivision           | WBK II  |
| gelb         | III. Korps | 4. Panzergrenadierdivision | 7. Panzergrenadierdivision  | WBK III |
| blau         |            | 1. Gebirgsdivision         | 10. Panzergrenadierdivision | WBK IV  |
| grün         |            | 1. Luftlandedivision       | 11. Panzergrenadierdivision | WBK V   |
| braun        |            | 6. Panzergrenadierdivision | 12. Panzerdivision          | WBK VI  |

| Querstrich-Farbe | Brigade                 |
| ---------------- | ----------------------- |
| kein Querstrich  | Divisionstruppe         |
| weiß             | 1. Brigade der Division |
| rot              | 2. Brigade der Division |
| gelb             | 3. Brigade der Division |

### Aktuelle militärische Symbole der Bundeswehr / NATO
Gemäß Zentralvorschrift A1-160/0-9200 „Militärische Symbole“ bestehen militärische Symbole für Truppenteile, Personen, Einrichtungen oder Aktivitäten aus:
- Rahmen – (ggf. mit Füllung) zur Kennzeichnung von Identität (z. B. Freund, Feind), Dimension (z. B. Land, Luft) und Status (z. B. bestätigt, vermutet)
- Grundzeichen – zur Kennzeichnung von Truppengattung, Truppenteilen, Ausrüstung, Einrichtungen, Aktivitäten oder Operationen
- Ergänzungszeichen – innerhalb des Rahmens über oder unter dem Grundzeichen zum Ergänzen, Präzisieren oder Differenzieren der Informationen des Grundzeichen
- Erweiterungsfeldern – außerhalb des Rahmens für zusätzliche Informationen

#### Rahmen
Die Form und ggf. Farbe des Rahmens oder seiner Füllung kennzeichnet die Identität des bezeichneten Objektes. Die gebräuchlichsten vier Identitäten mit den dazugehörigen Formen und Farben sind:
|             | Unbekannt | Freund | Neutral | Feind |
| Boden       |           |        |         |       |
| Luft        |           |        |         |       |
| Unterwasser |           |        |         |       |
| ----------- | --------- | ------ | ------- | ----- |

#### Grundzeichen
Das Grundzeichen ist der innerste Teil eines militärischen Symbols, das eine vereinfachte bildliche (Piktogramm) oder alphanumerische Darstellung von Truppenteilen, Ausrüstung, Einrichtungen, Aktivitäten oder Operationen liefert. Sie können auch aus mehreren Symbolen (z. B. Infanterie + Panzertruppe = Panzergrenadiere) zusammengesetzt werden.
Beispiele von bildlichen Grundzeichen für Truppengattungen (hier mit Rahmen „Freund-Boden“)

Infanterie / Jäger
Artillerie
Pioniere
Aufklärung (historisch: Kavallerie)
Panzertruppe
Panzergrenadiere
Panzerartillerie
Panzerpioniere
Motorisierte Infanterie
Fernmelder/Führungsunterstützung
Elektronische Kampfführung (EloKa)
Flugabwehr
Heereslogistiktruppen
Nachschub
Verpflegung
Instandsetzung
Transport
Starrflügler
Heeresflieger
ABC-Abwehr
Militärmusik
Spezialkräfte (Special Operation Forces)
Feldjäger (Militärpolizei)
Sanitätsdienst
Panzerabwehr
Beobachter
Amphibische Truppen
Munitionsdepot

Grundzeichen müssen keine Grafiken, sondern können auch einfache alphanumerische Darstellungen sein wie MP (für Military Police / Feldjäger), EOD (Explosive Ordnance Disposal / Kampfmittelbeseitigung) oder CSS (für Combat Service Support / Einsatzunterstützung, z. B. durch ein Versorgungsbataillon).

#### Ergänzungszeichen

Beispiel für ein komplexes, zusammengesetztes Symbol: Mittelschwere, amphibische, auf geländegängigem Radpanzer motorisierte Panzerabwehreinheit

Ergänzungszeichen sind zusätzliche Zeichen, die zusammen mit dem Grundzeichen als bildliche Darstellung (Piktogramm) oder als Kombination aus Buchstaben oder Ziffern dargestellt werden. Sie ergänzen, präzisieren oder differenzieren die Informationen zum Grundzeichen (z. B. Truppenteil, Ausrüstung, Einrichtung oder Aktivität) durch Darstellung zusätzlicher Aufgaben oder Fähigkeiten.
Ergänzungszeichen stehen innerhalb des Rahmens mittig über oder unter dem Grundzeichen. Ein kleines schwarzes Dreieck (als stilisierter Berg) unterhalb eines Grundzeichens z. B. steht z. B. für „Gebirgs-“. Zusammen mit einem Diagonalkreuz als Grundzeichen „Infanterie/Jäger“ symbolisiert es somit „Gebirgsjäger“. Ein stilisierter Vogel steht für luftlandefähige Truppenteile.

Gebirgsjäger
Fallschirmjäger
Marineinfanterie
Sanitätshubschrauber (MedEvac)
Luftverladefähige Truppen
Radtruppen
Hauptquartier

#### Erweiterungsfelder
Ein häufig vorhandenes Erweiterungsfeld ist das mittig über dem Grundzeichen angebrachte Erweiterungsfeld B, das zur Kennzeichnung der Führungsebene/Größenordnung reserviert ist, die der Truppenteil-Systematik folgt:
| Zeichen | Bezeichnung               |
| ------- | ------------------------- |
|         | Trupp                     |
|         | Gruppe/Rotte              |
|         | Zug/Schwarm               |
|         | Staffel                   |
|         | Kompanie/Batterie/Staffel |
|         | Bataillon/Gruppe          |
|         | Regiment/Geschwader       |
|         | Brigade/LKdo              |
|         | Division/WBK              |
|         | Korps/TerrKdo             |
|         | Armee                     |
|         | Heeresgruppe              |
|         | Oberkommando              |

Häufig werden auch das Erweiterungsfeld T (Truppenteil/Kennung) links unten und das Erweiterungsfeld M (übergeordneter Truppenteil/übergeordnete Führungsebene) rechts unten verwendet:
| 3 |  | 195 |
| 3 |  | 195 |

| 4 |  | 331 |
| 4 |  | 331 |

| 4 |  | 620 |
| 4 |  | 620 |

| 231 |  | 230 |
| 231 |  | 230 |

### Militärische Symbole auf Operationsplänen
Die militärischen Symbole für Truppenteile, Stäbe und Einrichtungen werden stets parallel zu den Gitterlinien gezeichnet. Stellungen, Führungslinien usw. werden nach ihrer tatsächlichen Lage im Gelände gezeichnet. Geplante (eigene Kräfte) bzw. vermutete (Feindkräfte) Stellungen, Sperren und Bewegungen sind gestrichelt.

Einsatzplan als Beispiel für militärische Symbole
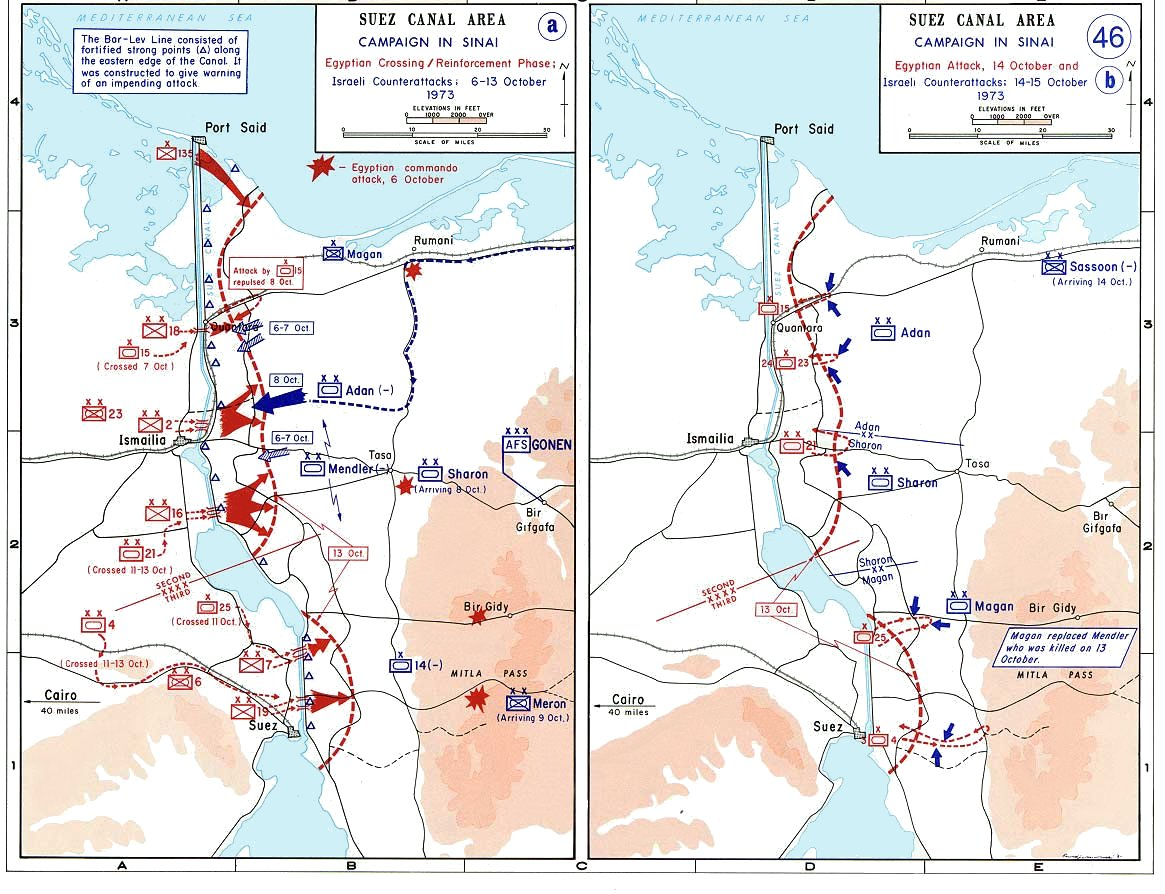
Taktische Darstellung des Jom-Kippur-Kriegs von 1973